# 杨儒怀
杨儒怀（1925年8月—2012年5月10日），河北省遵化县人，中国音乐学家。

## 生平
1948年，毕业于北京辅仁大学西洋语言文学系；1950年，毕业于燕京大学音乐系。后担任中央音乐学院理论作曲系教师、教授。著有《音乐的分析与创作》一书。
2012年5月10日逝世，享年86岁。